# Lee Min-soo
Lee Min-Soo (sinh ngày 11 tháng 1 năm 1992) là một cầu thủ bóng đá Hàn Quốc.

## Thống kê câu lạc bộ
| Thành tích câu lạc bộ | Thành tích câu lạc bộ | Thành tích câu lạc bộ | Giải vô địch | Giải vô địch | Cúp                   | Cúp                   | Tổng cộng | Tổng cộng |
| Mùa giải              | Câu lạc bộ            | Giải vô địch          | Trận         | Bàn          | Trận                  | Bàn                   | Trận      | Bàn       |
| Nhật Bản              | Nhật Bản              | Nhật Bản              | Giải vô địch | Giải vô địch | Cúp Hoàng đế Nhật Bản | Cúp Hoàng đế Nhật Bản | Tổng cộng | Tổng cộng |
| --------------------- | --------------------- | --------------------- | ------------ | ------------ | --------------------- | --------------------- | --------- | --------- |
| 2012                  | Shonan Bellmare       | J2 League             | 3            | 0            |                       |                       |           |           |
| Quốc gia              | Nhật Bản              | Nhật Bản              | 3            | 0            | 0                     | 0                     | 3         | 0         |
| Tổng                  | Tổng                  | Tổng                  | 3            | 0            | 0                     | 0                     | 3         | 0         |